# 科瓦斯納縣
科瓦斯納縣 （羅馬尼亞語：Judeţul Covasna）是羅馬尼亞中部的一個縣。面積3,710 平方公里，人口206,261 （2011年）。首府聖格奧爾基。
下設2市、3镇、39鄉。
1. ↑  使用的號碼視乎電話公司而定。